# Siedziba CCTV

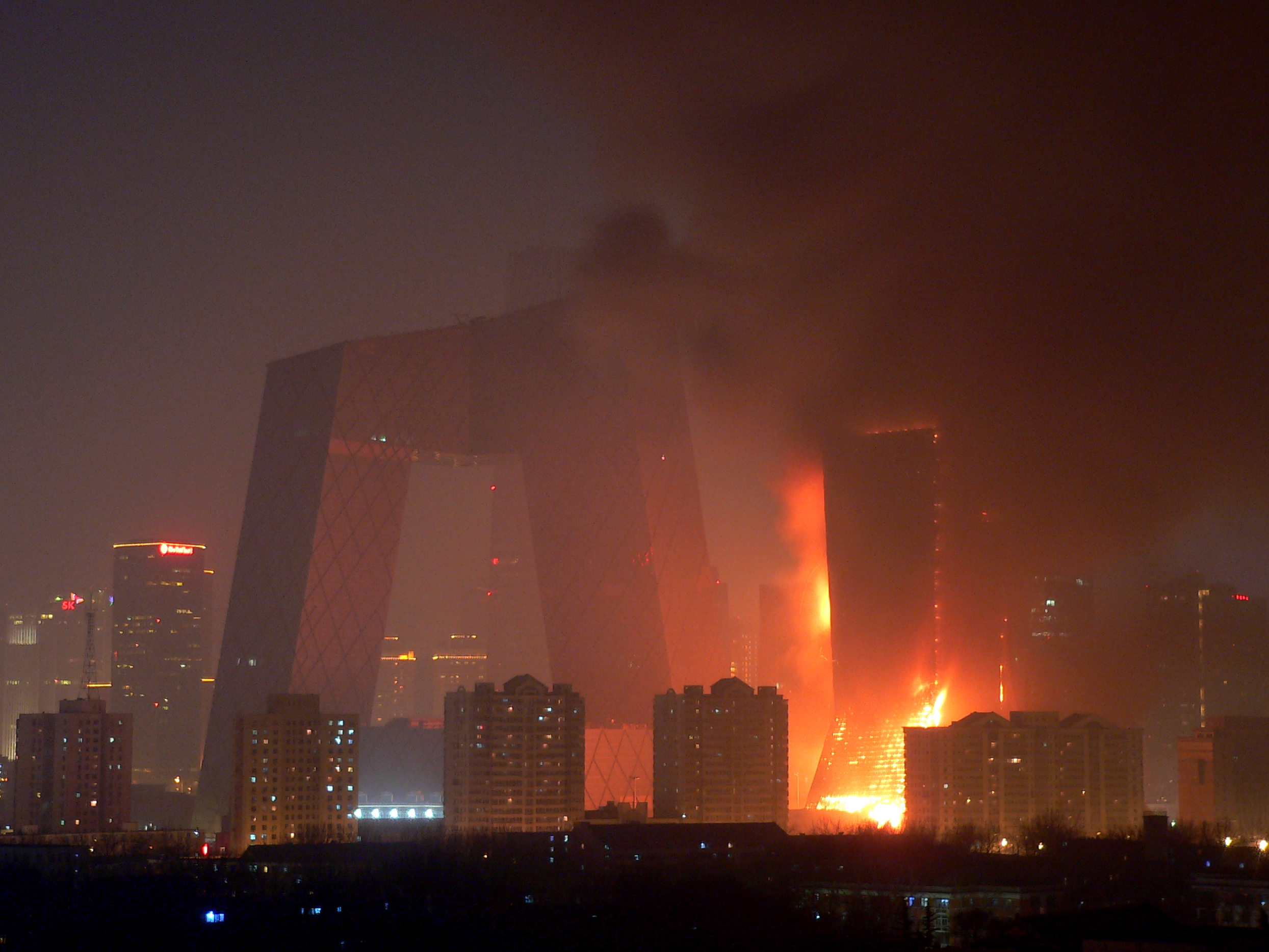
Pożar Telewizyjnego Centrum Kultury

Siedziba CCTV (chiń. 中央广播电视总台光华路办公区; pinyin Zhōngyāng Guǎngbō Diànshìzǒngtái Guānghuálù Bàngōngqū) – wieżowiec znajdujący się w stolicy Chińskiej Republiki Ludowej, Pekinie. Jest on nową siedzibą Centralnej Telewizji Chińskiej. Budowę rozpoczęto 22 września 2004, została ona ukończona w grudniu 2008.
Budynek został zaprojektowany przez Rema Koolhaasa i Ole Scheerena z OMA, a projekt konstrukcji Arup. Ma wysokość 234 m. Budynek ten składa się z dwóch pochylonych wież, połączonych ze sobą na szczycie łącznikiem "wiszącym" nad ulicą. Obie części połączono 26 grudnia 2007. Przez mieszkańców ten nietypowy budynek jest nazywany "Gacie" lub "Przekręcony Pączek z Dziurką".
W drugim budynku, Telewizyjnym Centrum Kultury, miał znajdować się m.in. hotel, teatr i powierzchnie wystawowe. 
9 lutego 2009 budynek ten spłonął. Siedziba CCTV nie została jednak uszkodzona.